# غسالخانه آذرشهر
غسالخانه آذرشهر مربوط به اواخر دوره قاجار است و در آذرشهر، خارج از بافت شهر، گورستان آذر شهر واقع شده و این اثر در تاریخ ۱۱ مرداد ۱۳۸۴ با شماره ثبت ۱۲۴۴۷ به‌عنوان یکی از آثار ملی ایران به ثبت رسیده است.